# Don Backy
Don Backy, pseudonimo di Aldo Caponi (Santa Croce sull'Arno, 21 agosto 1939), è un cantautore, attore, scrittore e fumettista italiano.
Dotato di una voce graffiante, combinata ad uno stile di scrittura ricercato e poetico, Don Backy ha alle spalle una carriera che dura da più di 60 anni. Oltre alla sua attività di musicista, Don Backy si è anche impegnato per la sua carriera da attore, scrittore e fumettista.
Le sue canzoni sono state registrate in diverse lingue e da artisti di successo come Billie Joe Armstrong, Il Volo, Johnny Dorelli, Milva, Gianna Nannini e molti altri. Tra le sue canzoni più note ci sono L'immensità e Sognando.

## Biografia

### Infanzia
Aldo Caponi nacque a Santa Croce sull'Arno e trascorse parte della sua infanzia, fino al 1947, nella città campana di Nocera Superiore, dove il padre intratteneva rapporti lavorativi con industriali del luogo. Prima di intraprendere la carriera di musicista lavorò in una conceria di pellame a Santa Croce sull'Arno, coltivando poi la passione per la pittura, la recitazione e la musica rock. Incominciò a suonare la chitarra molto giovane dopo aver visto al cinema, nel 1956, un film con Bill Haley che cantava Rock Around the Clock.

### Esordi
Iniziò a cantare musica rock usando il nome d'arte "Kleiner Agaton", e poi incominciò a comporre canzoni finché, nel 1960, incise il suo primo singolo discografico, registrato a Roma e auto-prodotto, Volo lontano/Solo con te, seguito poco dopo dal secondo singolo Mi manchi tu/La storia di Frankie Ballan. Qualche mese dopo si recò a Torino dove incise con gli ex Golden boys divenuti Kiss un terzo singolo, Bill Haley rock/Non arrossire, ancora auto-prodotto, con un brano di Alberto Senesi e una versione di Non arrossire di Giorgio Gaber, cantata a due voci alla maniera degli Everly Brothers.
L'anno successivo scrisse La storia di Frankie Ballan, una ballata ispirata alla storia di Franco, un amico scappato da casa con la sua ragazza. Si trasferì a Torino per incidere il brano usando ancora il nome Kleiner Agaton, e sul lato B incise Mi manchi tu, scritto con Senesi. Il disco venne inviato a discografici e produttori. Detto Mariano, all'epoca collaboratore di Alessandro Celentano, fratello del cantante Adriano, ascoltò il disco e lo segnalò al fratello che stava cercando nuovi artisti da lanciare per la sua casa discografica, il Clan Celentano, fondata proprio in quel periodo (marzo 1962). A Celentano non interessò la canzone e neppure l'autore; tuttavia Mariano non si arrese e ripropose il disco ad Adriano, ottenendone un secondo rifiuto. A Milena Cantù, all'epoca fidanzata dello stesso Celentano, la canzone era piaciuta, e questo convinse Celentano a scritturarlo.

### Nel Clan
Ricky Gianco, Guidone e altri componenti del Clan lo convinsero a cambiare il proprio nome d'arte, suggerendo Don Backy. La neonata etichetta discografica lo inviò al primo Cantagiro con La storia di Frankie Ballan. Sul lato B del disco venne inciso Il Fuggiasco, nuova versione di Mi manchi tu con il testo riscritto da Luciano Beretta.
Il Cantagiro si concluse con Don Backy al settimo posto della classifica, con un buon successo di vendite. I Fuggiaschi diventano il suo gruppo. L'anno successivo partecipò ancora alla manifestazione con il brano Amico, cover di un brano di Burt Bacharach e lo stesso anno, cantando La carità, facciata B di Amico, Don Backy e Celentano comparvero nel ruolo di due frati nel film Il monaco di Monza con Totò, per la regia di Sergio Corbucci.
Altro successo di quell'anno fu Ho rimasto, che creò curiosità per il voluto errore grammaticale contenuto nel testo, e l'anno dopo incise Io che giro il mondo (per il terzo anno di seguito al Cantagiro). Sempre nel 1964 recitò nel film Super rapina a Milano, di cui scrisse il soggetto insieme a Celentano. Durante le riprese conobbe Liliana Petralia che poi diventò sua moglie.
Don Backy scrisse testi per altri autori del Clan. Sulla musica di Stand by Me scrisse per Celentano il testo di Pregherò. Per Ricky Gianco Tu vedrai, sulla musica di Don't play that song.
Il 1964 fu l'anno di Cara, seguita nel 1965 dal brano L'amore. Poi venne Serenata, mentre I Fuggiaschi lo lasciavano e Don Backy formava un altro gruppo, La Banda.
Partecipò al Festival di Sanremo 1967, in coppia con Johnny Dorelli, con L'immensità. Anni dopo (nel 1972) la cantante Sofija Rotaru propose la versione ucraina de L'immensità, intitolata Сизокрилий птах. Con Poesia, nell'estate dello stesso anno, ottenne un altro successo, che venne inciso anche da Engelbert Humperdinck.
Sempre in quell'anno uscirono due film, I sette fratelli Cervi di Gianni Puccini e Banditi a Milano di Carlo Lizzani, oltre al libro Io che miro il tondo, pubblicato da Feltrinelli. Don Backy divenne uno dei primi cantautori a pubblicare un romanzo.
Al quindicesimo Festival della Canzone Napoletana del 1967, presentò il brano E facimmoce a croce, in coppia con Ettore Lombardi.

### Sanremo 1968: la rottura col Clan
Don Backy avrebbe dovuto partecipare al Festival di Sanremo 1968 con il brano Canzone, inizialmente proposta a Ornella Vanoni, che però si invaghisce di un'altra sua canzone, Casa bianca, volendola a tutti i costi presentare al Festival. Don Backy non può però accontentarla perché il regolamento di allora vietava a un compositore di presentare più di un brano. Il Clan trova l'escamotage di far presentare, contro la volontà dell'autore, la documentazione riguardante Casa bianca facendola firmare da un prestanome (Eligio La Valle), che accetta dietro compenso. La firma, secondo la versione dell'autore, venne falsificata. La vicenda di Casa Bianca fu l'evento che sancì la rottura di Don Backy col Clan. Celentano citò Don Backy per aver rotto il contratto e questi, a sua volta, citò Celentano per le presunte royalties non pagate sui dischi realizzati con la sua collaborazione. Solo nel 1974 Celentano addiverrà a una transazione e, secondo quanto riportato da Don Backy, grazie alle prove da lui prodotte. Anche Eligio La Valle, in seguito, reclamò la paternità della parte musicale di Casa bianca e si giunse così alla sentenza che assegnò a La Valle i diritti.
Il brano Canzone fu presentato al Festival da Adriano Celentano e si classificò al 3º posto grazie anche all'interpretazione di Milva, mentre Casa bianca si classificò seconda. Il giorno successivo, il quotidiano La Notte titolò in prima pagina: «Don Backy vince senza cantare».
Dopo l’uscita dal Clan Celentano, l'artista toscano fondò una propria etichetta discografica, Amico, ricordando il suo primo successo, ed il primo singolo prodotto conteneva Canzone e Casa bianca. Il Clan Celentano intanto pubblicò un altro singolo usando il provino che lo stesso Don Backy aveva registrato in precedenza. In tal modo, considerando singoli incisi da Milva e Celentano, nello stesso periodo vi furono ben quattro dischi con la stessa canzone. L'anno successivo cantò Un sorriso, in coppia con Milva, che vince la prima serata e si classifica terzo al Festival di Sanremo 1969 riscuotendo un buon successo di vendite.

### Anni settanta

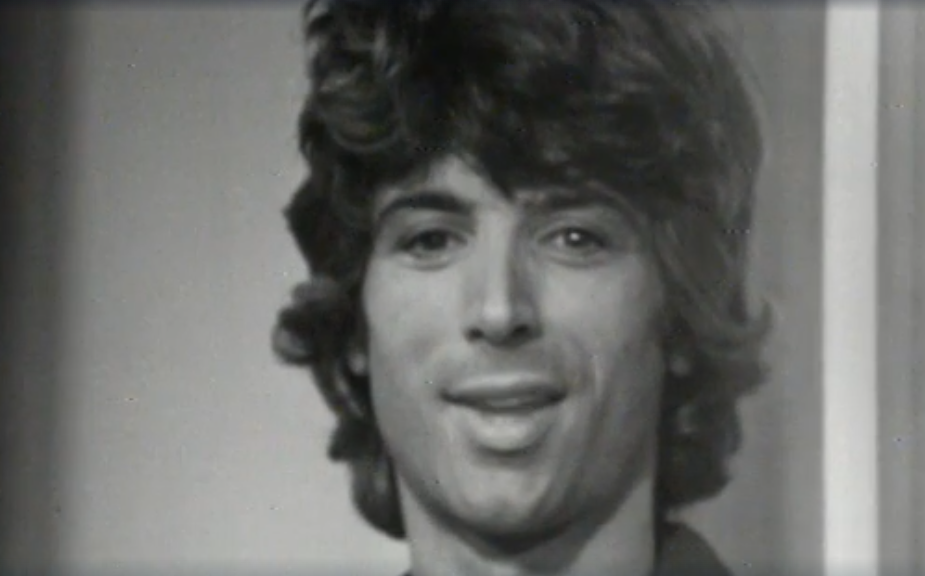
Don Backy concorrente nella seconda puntata di Canzonissima 1971

Nel 1970 pubblica Cronaca e con il brano Bianchi cristalli sereni, si presenta al Festival di Sanremo nel 1971. Nei primi anni settanta intensifica la carriera d'attore, prendendo parte a numerosi film di genere, di cui spesso cura anche le musiche, tra cui Satyricon di Gian Luigi Polidoro e Barbagia di Lizzani; chiude nel frattempo la Amico e firma il nuovo contratto per la CGD, dove resta per due anni per poi passare alla RCA Italiana e infine, dopo altri due anni, fondare una sua nuova etichetta, la Ciliegia Bianca. Nel 1974, è semifinalista a Saint Vincent a Un disco per l'estate con Amore non amore.
Nel 1971 propone a Mina Sognando, storia di un disagio mentale, che riscuote un grande successo nel 1976. La cantante inserisce in un singolo un altro brano di Don Backy, Nuda, che la radio censura per il testo. Nel 1981 la sua Importa niente diventa la sigla di Domenica in di quell'anno.

### Anni ottanta e novanta
Con il passare degli anni Don Backy, allontanatosi dalle scene musicali, si dedica ad altre attività: nel 1980 ha pubblicato a fumetti L'Inferno, in 12 cerchi e 3.200 versi in quartine dalle rime alternate. Nello stesso anno è stato protagonista della commedia musicale Teomedio di Fabio Storelli, e di Marco Polo, di Conte e Luzzati, per le quali ha scritto musiche e canzoni. Nel 1984 ha disegnato Clanyricon, storia del Clan a fumetti (pubblicata però solo nel 2002). Nel corso degli anni ha partecipato poi a vari programmi televisivi di revival musicale, come C'era una volta il festival e Una rotonda sul mare per Canale 5.

### Anni 2000 fino ad oggi
Nel 2000 compare in una scena del film Pane e tulipani, diretto da Silvio Soldini, nel ruolo di se stesso, cantando il brano Frasi d'amore del 1969. Nel 2004, dopo anni di lontananza dal video, partecipa al reality show La talpa, ma viene eliminato alla prima puntata. Nel 2006 tiene una serie di lezioni sulla musica per il progetto universitario Rai Nettuno, l'università a distanza.
Don Backy è l'autore della prefazione del libro del giornalista e scrittore Gian Carlo Padula, dal titolo Dio non è morto, l'altro volto di Francesco Guccini. Il 16 febbraio 2009 scatena una polemica al programma L'Arena a causa del proferimento in diretta di una bestemmia, che non è altro che un'imprecazione piuttosto comune di "Per Dio". Il 16 maggio partecipa alla trasmissione Ti lascio una canzone in onda su Rai 1 duettando con Mario Scucces. Nello stesso periodo partecipa ad alcune puntate di MilleVoci, programma musicale di Gianni Turco.
Il 4 marzo 2010 partecipa alla trasmissione Gigi, questo sono io, di e con Gigi D'Alessio, cantando col cantautore napoletano L'immensità e Canzone. Il 19 marzo 2010 partecipa alla trasmissione Ciak... si canta!, condotta da Pupo ed Emanuele Filiberto, cantando il brano Canzone. Nello stesso anno è nuovamente ospite nella trasmissione MilleVoci, di Gianni Turco, condotta da Gianni Nazzaro. In questo periodo scrive nuove opere letterarie come Questa è la storia... (1955/1969) e Storia di altre storie... (1970/1980), contenenti materiale dedicato alla sua storia e alla sua carriera. Nel 2011, prodotto dal figlio Emiliano, torna alla musica con un cofanetto dal titolo 50 anni di Mestiere delle Canzoni, che contiene un CD di brani inediti e un DVD del concerto tenuto al Palapartenope di Napoli, più alcuni contenuti speciali quali il backstage della realizzazione dell'opera, un'intervista all'interprete, e il videoclip del brano Vent'anni.
Il 16 maggio 2014 ritira a Genova presso il FIM, la Fiera Internazionale della Musica, il FIM Award Premio Italia alla Carriera assegnato dalla CAPAM (Commissione Artistica per la Promozione dell'Arte e della Musica). Durante l'evento si esibisce interpretando i suoi più grandi successi. Il 25 febbraio 2017 esce Canzone versione 2017, duettata insieme ad un giovanissimo cantautore pugliese, Giuseppe Macchitella, che allo stesso tempo ha curato l'arrangiamento del brano. L'8 marzo 2017 esce il suo nuovo lavoro, Pianeta Donna, dedicato completamente all'universo femminile. Il 18 aprile 2020 esce Genova, canzone scritta insieme a Sandro Giacobbe. Il 23 dicembre 2021 esce Firenze storia, canzone scritta nel 2019 per Narciso Parigi e cantata da Lorenzo Andreaggi.
Nel 2017 pubblica l'album Pianeta donna.

## Composizione, stile e tematiche
(Stefano Caprioli)

### Stile
Don Backy, negli anni, ha sperimentato un'ampia varietà di stili differenti; agli albori della sua carriera, infatti, era solito scrivere canzoni di genere rock and roll o semplici ballate mentre nella parte più matura della sua vita ha cominciato a sperimentare composizioni di musica leggera, musica per commedie musicali, pop, rock e anche influenze di rhythm and blues.
Come da lui stesso ammesso, Don Backy ha sempre scritto le sue canzoni partendo da giri di accordi suonati sulla chitarra.
La sua musica ha avuto un impatto profondo sulla società italiana degli anni '60; inoltre numerose sue canzoni sono state in seguito riproposte come cover da numerosi artisti, anche di fama internazionale, tra i quali Mina, Billie Joe Armstrong, Adriano Celentano, Il Volo, Johnny Dorelli, Milva e Gianna Nannini.

### Tematiche
Egli viene spesso ricordato come uno dei migliori parolieri nella storia della musica italiana ed i suoi testi sono considerati delle vere e proprie poesie.
Nella sua carriera ha affrontato numerose tematiche tra le quali quelle religiose ("Pregherò"), quelle sociali ("Nel vento", sull'aborto), quelle esistenziali (L'Immensità), quelle a sfondo comico ("Ho Rimasto") e molte altre. Egli, a differenza di molti suoi colleghi degli anni '60, non è mai stato un cantante schierato politicamente, ma è stato comunque in grado di trattare una vasta gamma di tematiche anche apertamente sociali e divisive.
Le sue canzoni fanno spesso allusione ad un senso di spiritualità; egli infatti è un cristiano fin dall'infanzia.
Don Backy fu anche tra i primi artisti a trattare in musica il tema della malattia mentale, nel suo successo "Sognando".

## Vita privata
Don Backy è sposato dal 1968 con Liliana Petralia. La coppia ha un figlio, Emiliano.

## Don Backy come scrittore
(Vittorio Sgarbi)
Egli è sempre stato appassionato di scrittura e fumettistica e fin dalla gioventù intraprende, parallelamente alla musica, anche queste strade.
Il suo primo libro, pubblicato nel 1967, è Io che miro il tondo, a partire da questo ha proseguito con la sua attività pubblicando altri libri autobiografici e storie di musica. Inoltre, dal 1985 (anno di pubblicazione de L'Inferno) ha anche cominciato l'attività di disegnatore di fumetti.
Ad oggi Don Backy prosegue l'attività di scrittore e fumettista e continua a pubblicare libri sulla sua vita, sulla storia del Clan di Celentano e a scrivere racconti di fantasia.

## Discografia

### Album in studio
- 1965 - L'amore (Clan Celentano ACC S LP 40005)
- 1968 - Casa bianca (Clan Celentano ACC LP 40009)
- 1968 - Le quattro stagioni di Don Backy (Amico DB LP 7001)
- 1971 - Fantasia (CGD FGL-5085)
- 1973 - Io più te (RCA Italiana DPSL 10613)
- 1978 - Sognando (Ciliegia Bianca CBL 80001)
- 1979 - Vivendo cantando (Ciliegia Bianca CBM 8002)
- 1981 - Difetti e virtù (Ciliegia Bianca CBM 8003)
- 1981 - Teomedio (Uccello di Rapina)
- 1984 - Spring, Summer, Autunm & Winter (Forever FE 32702)
- 1988 - Rock and Roll / Otto belle signore (Ciliegia Bianca 2NEM 47301)
- 1990 - Finalmente... (New Enigma NEM 47734)
- 1992 - Sulla strada (Ciliegia Bianca CBM 8004)
- 1994 - X amore e X rabbia (Ciliegia Bianca CB CD 003)
- 1995 - Carnevalando
- 2003 - Signori si nasce e io lo nacqui
- 2006 - Ieri e oggi
- 2010 - Il mestiere delle canzoni (Ciliegia Bianca)
- 2015 - A noi piacevano gli Everly Brothers (Amico)
- 2017 - Pianeta donna (Ciliegia Bianca)

### Raccolte
- 1970 - Le più belle canzoni di Don Backy (Amico ZSKF 55037)
- 1994 - Cult
- 1996 - Del mio meglio...
- 1996 - Il Meglio
- 1996 - I Grandi Successi 1962-1967
- 1996 - I Grandi Successi 1967-1971
- 1996 - L'Immensità
- 1998 - Memorie di un Juke Box
- 2006 - Don Backy Cantaitalia
- 2012 - I grandi successi
- 2013 - Don Backy Rarity Collection

### EP
- 1981 - Marco Polo (Un milione di scatole cinesi)

### Singoli
- 1960 - Volo lontano/Solo con te (Manhattan - IT-9504; pubblicato come "Agaton e il suo complesso")
- 1960 - Bill Haley rock/Non arrossire (Rainbow Records - 258/45 259/45; pubblicato come Agatone e i Kiss)
- 1961 - Mi manchi tu/La storia di Frankie Ballan (Rainbow Records - 400/45 401/45; pubblicato come Kleiner Agaton)
- 1962 - La storia di Frankie Ballan/Fuggiasco (Clan Celentano, ACC 24003)
- 1962 - L'ombra nel sole/Tu piangevi (Clan Celentano, ACC 24007)
- 1963 - Amico/La carità/Dimmi cosa c'è (Clan Celentano, ACC 24011)
- 1963 - Ho rimasto/Sono solo (Clan Celentano, ACC 24013)
- 1964 - Io che giro il mondo/Mama che caldo (Clan Celentano, ACC 24018)
- 1964 - Cara/Succederà (Clan Celentano, ACC 24021)
- 1965 - L'amore/Una ragazza facile (Clan Celentano, ACC 24030)
- 1966 - Come Adriano/Serenata (Clan Celentano, ACC 24037)
- 1967 - L'immensità/Non piangere stasera (Clan Celentano, ACC 24047)
- 1967 - Non piangere stasera/Serenata (Clan Celentano, ACC 24048)
- 1967 - Poesia/Bum bum (Clan Celentano, ACC 24055)
- 1967 - E facimmoce 'a croce/Malinconia (Clan Celentano, ACC 24061)
- 1968 - Canzone/I got a woman (Clan Celentano, ACC 24070)
- 1968 - Casa bianca/Ma con chi (Clan Celentano, ACC 24071)
- 1968 - Canzone/Casabianca (Amico, DB-001)
- 1968 - Sogno/Samba (Amico, DB-002)
- 1969 - Un sorriso/Marzo (Amico, DB-003)
- 1969 - Frasi d'amore/L'arcobaleno (Amico, DB-004)
- 1969 - Ballata per un balente/Barbagia (Amico, DB-005)
- 1970 - Giugno/Agosto (Amico, DB-006)
- 1970 - Nostalgia/Cronaca (CGD, N-9795)
- 1971 - Bianchi cristalli sereni/La primavera (CGD, CGD-107)
- 1971 - Fantasia/La mia anima (CGD, CGD-121)
- 1972 - Folcacchio's story/Una rosa, una rosa, una rosa e una rosa (Rare, NP 77580)
- 1973 - Via Marconi 44/Sognando fumo (Love, 900102)
- 1973 - Io più te/Zoo (RCA Italiana, PM-3744)
- 1974 - Amore non amore/Immaginare (RCA Italiana, TPBO-1039)
- 1976 - Madre/Che strano (Atlantic, T-10732)
- 1978 - Tra i fiori nel vento/Sognando (Ciliegia Bianca, CB-001)
- 1979 - La banda Carcioffoli/Fine (Ciliegia Bianca, CB-82)
- 1979 - L'artista/L'amore è forte (Ciliegia Bianca, CB-83)
- 1981 - Importa niente/Viaggio (Ciliegia Bianca, CB-86)
- 1982 - Vola/Marco Polo (Ciliegia Bianca, CB-87)
- 1982 - Luna di Roma/Sole (Ciliegia Bianca, CB-88)
- 1983 - Luna di Roma/Regina (Ciliegia Bianca, CB-89)

### Collaborazioni
- 1964 - Brano Voglio dormire (EP Clan Celentano, ACC-SP-25002)
- 1966 - Brano Due treccioline con l'elastico in coppia con Milena Cantù (7" Clan Celentano, ACC 24033)

## Filmografia

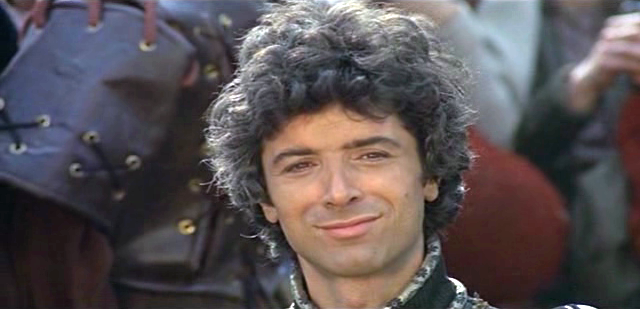
Don Backy nel film Quando le donne si chiamavano madonne (1972)

- Il monaco di Monza, regia di Sergio Corbucci (1963), anche musiche
- Uno strano tipo, regia di Lucio Fulci (1963)
- Cleopazza, regia di Carlo Moscovini (1964)
- Super rapina a Milano, regia di Adriano Celentano (1964)
- L'immensità (La ragazza del Paip's), regia di Oscar De Fina (1967)
- Banditi a Milano, regia di Carlo Lizzani (1967)
- I sette fratelli Cervi, regia di Gianni Puccini (1968)
- Satyricon, regia di Gian Luigi Polidoro (1968)
- Quarta parete, regia di Adriano Bolzoni (1969), anche musiche
- Barbagia (La società del malessere), regia di Carlo Lizzani (1969), anche musiche
- Quella chiara notte d'ottobre, regia di Massimo Franciosa (1970)
- E venne il giorno dei limoni neri, regia di Camillo Bazzoni (1970)
- La casa aperta agli ospiti (Les lionnes), regia di Henry Zaphiratos (1970)
- Il carcerato (1971) - miniserie televisiva
- Una cavalla tutta nuda, regia di Franco Rossetti (1972), anche musiche
- Le calde notti del Decameron, regia di Gian Paolo Callegari (1972)
- Quando le donne si chiamavano madonne, regia di Aldo Grimaldi (1972)
- Poppea... una prostituta al servizio dell'impero, regia di Alfonso Brescia (1972)
- Le ultime ore di una vergine, regia di Gianfranco Piccioli (1972)
- Elena sì... ma di Troia, regia di Alfonso Brescia (1973)
- Cani arrabbiati, regia di Mario Bava (1974)
- A forza di sberle, regia di Bruno Corbucci (1974)
- Amori, letti e tradimenti, regia di Alfonso Brescia (1976)
- La tragedia di un uomo ridicolo, regia di Bernardo Bertolucci (1981)
- Pane e tulipani, regia di Silvio Soldini (2000)
- Impotenti esistenziali, regia di Giuseppe Cirillo (2009)
- Narciso Parigi - A song lasting a life, regia di Lorenzo Andreaggi (2021)

## Opere letterarie
- Io che miro il tondo, Feltrinelli, 1967
- Cascasse il tondo, Self publishing, 1968
- Cielo 'O Connors & Franz il Guercio, soci a Parigi, Leti, 1970
- Radiografia a un pupazzo di neve, Giardini, 1974
- L'Inferno, Gruppo Editoriale Lo Vecchio, 1985 (in cui è autore anche dei disegni)
- C'era una volta il Clan (memorie di un juke box, '55-'69), Edizioni Ciliegia Bianca, Roma, 2001
- Clanirycon, L'isola che c'è, 2002
- Sognando, Il Melograno, 2005 (libro + CD)
- Questa è la storia... (1955/1969) Memorie di un juke box, Coniglio Editore, Roma, 2007
- Tutto quanto si fa storia... Memorie di un juke box '00 - '12 Volume 5, L'isola che c'è, 2007
- Storia di altre storie... (1970/1980) Memorie di un juke box, Ciliegia Bianca Editore, Roma, 2009
- Strada di altre strade... Memorie di un juke box '80 '89 Volume 3, L'isola che c'è, 2011
- Le mille in una storia... Memorie di un juke box '90 '00 Volume 4, L'isola che c'è, 2012
- Cose da pazzi, Aracne Editrice, 2020
- Sogno o son desto?, Aracne Editrice, 2020
- Dejàwoodoo, Aracne Editrice, 2020
- Essere o non essere, Aracne Editrice, 2020
- Incredibile ma vero, Aracne Editrice, 2020
- A spasso per il tondo, Edizioni NPE, 2021

## Premi e riconoscimenti
- 2014 – Genova - FIM Award - Premio Italia alla Carriera
- Gli è stato intitolato l'asteroide 20200 Donbacky
- 2024 – Premio alla carriera musicale "Cavallino della Giara", Tuili (Sardegna)[14]